# Fabio Tognetti
Fabio Tognetti (* 1965 in Bellinzona) ist ein Schweizer Komponist.
Nach Abschluss der Sekundarschule begann Fabio Tognetti 1975 ein Musikstudium. Er ging nach Paris, wo er Harmonie-, Kontrapunkt- und Kompositionskurse unter Leitung des Professors am Conservatoire National Supérieur de Musique Alain Weber besuchte.
Danach vertiefte er seine Kenntnisse in Komposition mit Paul Glass und widmete sich der Praxis der klassischen und barocken Improvisation mit Ottavio Dantone am Conservatorio della Svizzera Italiana in Lugano.
1995 erhielt er das Diplom eines Professors der Theorie von der Schweizer Gesellschaft für musikalische Pädagogik. 1996 sprach ihm David Richards den “Prix du grand jury” des nationalen Wettbewerbs von Montreux “Profession artiste” zu, der es ihm ermöglichte, seine erste CD in den “Mountain Studios” aufzunehmen.
Von 2000 bis 2006 war Fabio Tognetti Dozent und Professor an der Hochschule für Musik der italienischsprachigen Schweiz, und seit 2006 an unterrichtet er am Helvetic Music Institute in Bellinzona, wo er zudem für ein Forschungsprojekt über den musikalischen Theorieunterricht verantwortlich zeichnet.
Zu seinen Werken zählen verschiedene Kompositionen für Solisten, Kammerorchester und Orchester.
| Personendaten    | Personendaten       |
| ---------------- | ------------------- |
| NAME             | Tognetti, Fabio     |
| KURZBESCHREIBUNG | Schweizer Komponist |
| GEBURTSDATUM     | 1965                |
| GEBURTSORT       | Bellinzona          |